# Allan Pinkerton
Allan Pinkerton, född 25 augusti 1819 i Glasgow, Skottland, död 1 juli 1884 i Chicago, Illinois, var en skotsk immigrant till USA som 1852 grundade Pinktertons detektivbyrå.

## Biografi
Pinkerton lämnade 1850 sin tjänst vid Chicagopolisen och grundade den första och senare den berömda och vittförgrenade privatdetektivbyrån i USA. Byrån hade ursprungligen till specialitet att spåra upp tågrånare. Företagets valspråk var We Never Sleep. Pinkerton byggde upp den federala underrättelsetjänsten från det spionagesystem han utvecklade under det amerikanska inbördeskriget.
Hans söner William och Robert tog 1884 över företaget, som ända fram till att den barnlöse Robert Pinkerton II dog 1967, var i familjens ägo. Sedan 1999 ägs företaget av det svenska företaget Securitas som är ett av de största i världen inom bevakningsbranschen.